# Rahel Varnhagen
Rahel Varnhagen, z domu Levin (ur. 19 maja 1771 w Berlinie, zm. 7 marca 1833 tamże), właśc. Rahel Antonie Friederike Varnhagen von Ense, spotykane także Rahel Levin Varnhagen, Rahel Robert, Rahel Robert-Tornow – niemiecka pisarka żydowskiego pochodzenia działająca w okresie romantyzmu, autorka ponad 6000 listów, prowadząca słynne salony literackie w Berlinie, żona Karla Augusta Varnhagena von Ense.

## Życiorys
Przyszła na świat w Berlinie jako najstarsza córka żydowskiego bankiera i kupca, Markusa Levina i jego żony Chaie (Chaiche). Jej młodszym bratem był poeta i dramaturg Ludwig Robert. Po śmierci ojca w 1790 r. zaczęła prowadzić w rodzinnym domu pierwszy salon literacki przy berlińskiej Jägerstraße 54, który szybko stał się miejscem spotkań intelektualnej elity ówczesnych Niemiec. Do najznamienitszych gości należeli m.in. Friedrich i August Wilhelm Schleglowie, Ludwig Tieck, Clemens Brentano, Friedrich Schleiermacher, bracia Grimm, Jean Paul, Wilhelm i Alexander von Humboldtowie. W latach 1795–1800 pozostawała w związku z hr. Karlem von Finckensteinem. W latach 1800–1801 odbyła podróż do Paryża i Hagi, a po powrocie do Berlina związała się z Don Raphaelem d’Urquijo. Związek przetrwał do 1804 r. Po klęsce Prus i wkroczeniu Napoleona do Berlina w 1806 r. działalność salonu została przerwana. W 1808 Rahel nawiązała znajomość z dyplomatą, oficerem, historykiem i publicystą Karlem Augustem Varnhagenem, za którego wyszła po uprzedniej konwersji na protestantyzm we wrześniu 1814 r. Po zwolnieniu Varnhagena ze służby w dyplomacji pruskiej małżeństwo wróciło w 1819 r. do Berlina, gdzie przy Französische Straße 20, a potem Mauerstraße 36 wznowił działalność tzw. „drugi salon” Rahel. Wśród gości pojawiali się tu poza częścią ww. także Heinrich Heine, Eduard Gans, Ludwig Börne oraz książę Hermann von Pückler-Muskau.
W kolejnych latach małżeństwo Varnhagenów odbyło liczne podróże, m.in. do Weimaru, gdzie odwiedzili Goethego. Był to też czas, w którym anonimowo ukazywały się kolejne publikacje Rahel, ale i okres, w którym coraz bardziej podupadała ona na zdrowiu.
Zmarła 7 marca 1833 w Berlinie. Jej właściwy pogrzeb odbył się na Dreifaltigkeitsfriedhof w berlińskiej dzielnicy Kreuzberg dopiero w 1867 r.

## Znaczenie
Nie pozostawiła dzieł literackich w sensie ścisłym. Działalność twórczą przejawiała w dziennikach, przede wszystkim jednak w listach, których zachowało się ponad 6000. Do dziś stanowią one przedmiot edycji naukowych i intensywnych badań literaturoznawczych. Pierwsze listy i ich fragmenty ukazywały się jeszcze za życia autorki. Większość pism Rahel Varnhagen opublikowano jednak dopiero po jej śmierci. Pierwszym ich wydawcą był mąż, Karl August Varnhagen von Ense, a następnie jego siostrzenica i spadkobierczyni Ludmilla Assing. W okresie wilhelmińskim twórczość Rahel Varnhagen jako autorki żydowskiego pochodzenia była popularyzowana jedynie w ograniczonym zakresie, a w czasach III Rzeszy wręcz zakazana. Znaczący wpływ na ponowny wzrost zainteresowania jej dziełem po II wojnie światowej miała monografia Hanny Arendt Rahel Varnhagen. Lebensgeschichte einer Jüdin aus der Romantik (1957 tłum. ang., 1959 oryg. niem.). Praca ta, choć niewolna od błędów rzeczowych, wynikających choćby z tego, że Arendt nie pracowała na źródłach, ukazuje jednak złożony obraz Rahel jako outsiderki, intelektualistki i Żydówki walczącej o asymilację z kulturą niemiecką i emancypację kobiet. Monografia ta w przekładzie Katarzyny Leszczyńskiej ukazała się w Polsce dopiero w 2012 r. W 2021 r. w Bibliotece Jagiellońskiej z okazji 250. rocznicy urodzin pisarki zaprezentowano znaczący wybór jej rękopisów i druków z zasobów krakowskiej biblioteki.

## Spuścizna
Spuścizna rękopiśmienna Rahel Varnhagen stała się jednym z głównych trzonów kolekcji Varnhagena. Po śmierci Ludmilly Assing, która opiekowała się kolekcją oraz biblioteką Varnhagena po jego śmierci, znacząco je rozbudowując, całość spuścizny trafiła w 1881 r. do Biblioteki Królewskiej w Berlinie. W trakcie II wojny światowej rękopiśmienna część zbioru znalazła się na Dolnym Śląsku, a następnie wraz z tzw. depozytem berlińskim trafiła do Biblioteki Jagiellońskiej w Krakowie, gdzie przechowywana i udostępniana jest do dziś. Zbiory książkowe pozostały w Bibliotece Państwowej w Berlinie.

### Twórczość
- Rahel. Ein Buch des Andenkens für ihre Freunde (Berlin 1833/1834)
- Galerie von Bildnissen aus Rahels Umgang und Briefwechsel (1836)
- Briefwechsel mit Konrad Engelbert Oelsner (1865)
- Briefwechsel mit Pauline Wiesel (1867)
- Briefwechsel mit Astolphe de Custine (1870)
- Briefwechsel mit K. A. Varnhagen von Ense (1873/1874)
- Aus Rahels Herzensleben (1877)
- Rahel Varnhagen, Gesammelte Werke. 10 t., red. Konrad Feilchenfeldt, Uwe Schweikert oraz Rahel E. Steiner. Matthes & Seitz, München 1983, ISBN 3-88221-342-6.
- Briefwechsel mit Pauline Wiesel, red. Barbara Hahn. C. H. Beck, München 1996 (Edition Rahel Levin Varnhagen), ISBN 3-406-41346-3.
- Briefwechsel mit Ludwig Robert, red. Consolina Vigliero. C. H. Beck, München 2001 (Edition Rahel Levin Varnhagen), ISBN 3-406-48256-2.
- Familienbriefe, red. Renata Buzzo Márgari Barovero. C. H. Beck, München 2009 (Edition Rahel Levin Varnhagen), ISBN 978-3-406-58683-5.
- Rahel. Ein Buch des Andenkens für ihre Freunde, red. Barbara Hahn, Wallstein Verlag, Göttingen 2011, ISBN 978-3-8353-0528-1.